# Bataille d'Alvøen
Guerre des canonnières
La bataille d'Alvøen est une bataille maritime faisant partie intégrante de la guerre des canonnières qui opposa le royaume du Danemark et de Norvège et le Royaume-Uni. Elle fut livrée le 16 mai 1808 dans les eaux du Vatlestraumen, en face de Bergen en Norvège, entre la frégate britannique HMS Tartar et divers forces norvégiennes composées de 4 kanonjolles et d'une kanonsjalupps (conjointement appelées canonnières en français).

## Sources
- (en) Cet article est partiellement ou en totalité issu de l’article de Wikipédia en anglais intitulé « Battle of Alvøen » (voir la liste des auteurs).